# Scheibe SF 23

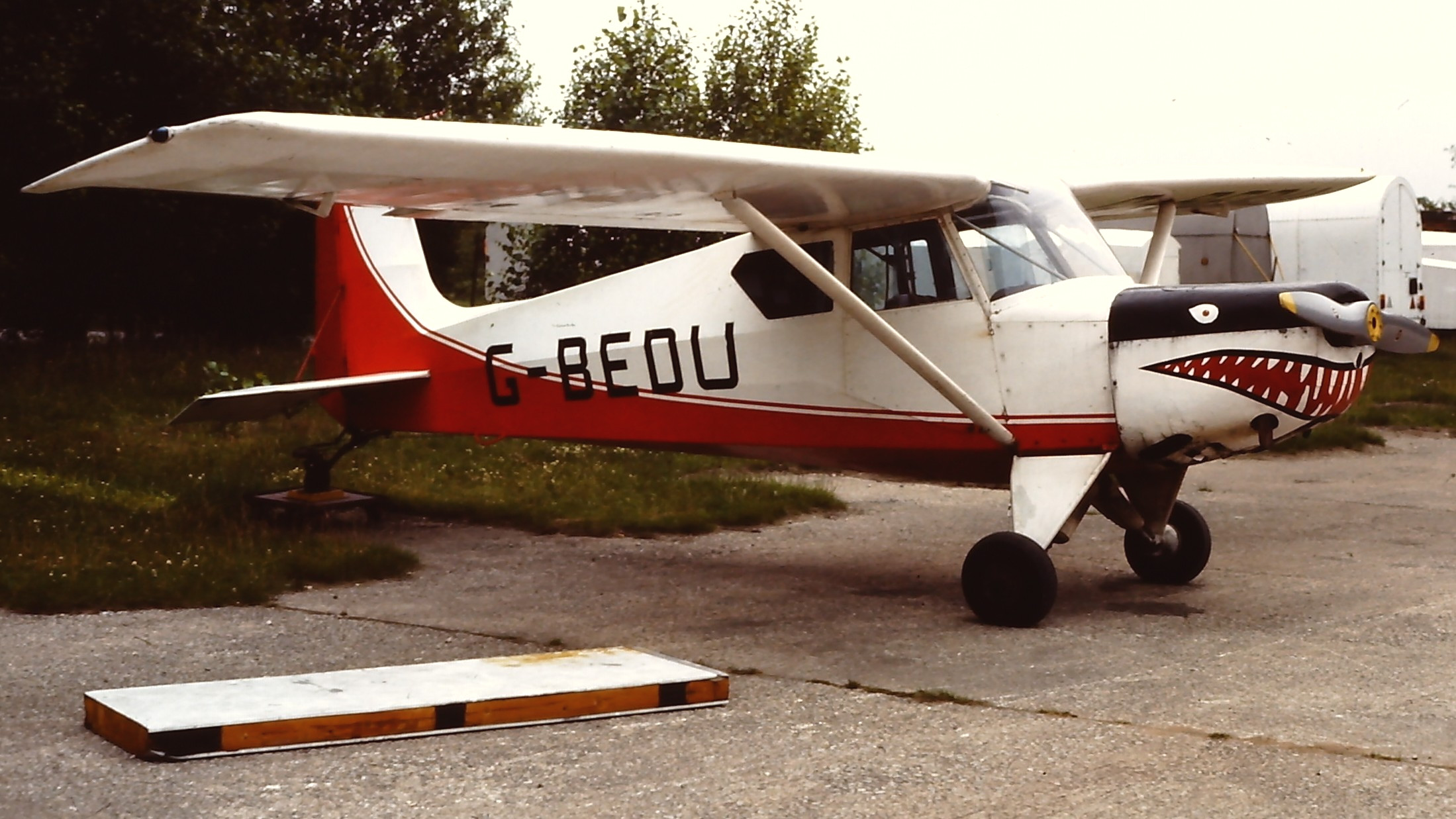
Scheibe SF 23C

Der Scheibe SF 23 Sperling ist ein zweisitziges, in Gemischtbauweise hergestelltes Motorflugzeug, das von der Scheibe-Flugzeugbau GmbH als Nutzflugzeug entwickelt und gefertigt wurde.
Der SF 23 war ein einfacher konventioneller Schulterdecker mit Tragflächen aus Holz und einem mit Stoff bespannten Stahlrohrrumpf. Das erste Exemplar (D-EBIN noch mit einem Continental A65 mit 48 kW) hatte am 8. August 1955 noch ohne Zulassung seinen Erstflug. Mitte 1958 wurde die Zulassung für den Sperling erteilt.
Der Sperling zeichnet sich durch seine vielseitigen Verwendungsmöglichkeiten aus. So ist zum Beispiel einfacher Kunstflug ebenso möglich wie der Schlepp von Segelflugzeugen und Werbebannern. Ein weiterer Vorteil sind die STOL-Eigenschaften des Spornradflugzeuges, welche allerdings etwas Fingerspitzengefühl der Piloten erfordert, da der ‚Sperling‘ Fehlbedienungen oftmals mit Abkippen und Trudeln quittierte. So kamen zum Beispiel am 22. Februar 1959 in Pocking zwei Piloten mit der D-EBIN aus diesem Grund ums Leben. Starts und Landungen auf kurzen Flugplätzen sind jedoch ohne weiteres möglich. Der SF 23 erinnert im Aussehen an die bekannte Piper Cub, wobei die Piloten bei dem SF 23 jedoch nebeneinander sitzen.
Ebenso wie bei der Piper Cub handelt es sich um einen abgestrebten Schulterdecker, bei dem auch das Höhenleitwerk abgestrebt ist. Die erste Version SF 23 A besaß noch keine Landeklappen und musste mittels Seitengleitflug gelandet werden. Erst der SF 23 A1 wurde mit Landeklappen ausgestattet, was eine Anfluggeschwindigkeit von ca. 90–110 km/h ermöglicht. Die Motorisierung erfolgte mit dem Continental C90, der 92 PS leistet und so für akzeptable Flugleistungen und eine Zuladung von immerhin 260 kg sorgte.
Auch war es möglich durch Einrüsten eines Continental- oder RR-O-200A-Motors das Flugzeug in Baureihe B (ab 1960), oder mit einem Lycoming O 235 der Baureihe C (ab 1961) zu überführen, was die Flugleistungen noch einmal etwas verbesserte und gerade in Hinblick auf Kunstflug und Flugzeugschlepp für mehr Kraftreserven sorgte.
Der Preis der Maschine lag damals bei etwa 23.500 DM. Insgesamt wurden 30 Sperlinge, darunter vier in der Version B und sechs in der Version C, gebaut. Im Jahr 2010 sind noch wenige „Sperlinge“ am Himmel zu bewundern und es wurde sogar noch ein Exemplar in Zusammenarbeit mit dem Luftfahrt-Bundesamt mittels EMZ SA1426 in die Baureihe „B“ überführt.
Nach Schließung des Entwicklungsbetriebes wurde die Musterbetreuung von der Scheibe Aircraft GmbH in Heubach übernommen, ein Unternehmen des Luftfahrtbetriebes Sammet, das eigens zur weiteren Fertigung der SF 25 ‚Falke‘ gegründet wurde.

## Technische Daten SF 23
| Kenngröße                   | Daten                              |
| --------------------------- | ---------------------------------- |
| Besatzung                   | 2                                  |
| Länge                       | 6,20 m                             |
| Spannweite                  | 9,87 m                             |
| Leermasse                   | ca. 475 kg                         |
| max. Startmasse             | ca. 730 kg                         |
| Reisegeschwindigkeit        | 170 km/h                           |
| Höchstgeschwindigkeit (vNE) | 250 km/h                           |
| Dienstgipfelhöhe            | 17.000 ft/ 5.600 m                 |
| Triebwerke                  | ein Continental C90, 92 PS (68 kW) |
| Verbrauch                   | ca. 18 l/h                         |